# Jürgen Mellin
Jürgen Graf von Mellin (* 2. November 1633 in Urpala, Finnland; † 13. Januar 1713 in Stettin; auch Jürgen Freiherr von Mellin) war schwedischer Feldmarschall und Generalgouverneur von Bremen, Verden und Schwedisch-Pommern.

## Leben
Jürgen Mellin entstammte der ursprünglich in Mecklenburg ansässigen, im 16. Jahrhundert in schwedische Dienste getretenen adligen Familie Mellin, die unter anderem in Estland und Finnland Besitzungen erwarb. Sein Vater Bernd Mellin (1608–1690) war Hauptmann in Kexholm und später Landeshauptmann in Ingermanland.
Im Jahr 1649 begann er seine militärische Laufbahn als Musketier in einem, von seinem Vater für Schweden angeworbenen, deutschen Regiment. Er diente in verschiedenen Garnisonen in Finnland und im Baltikum. 1650 diente er als Pikenier in der Leibgarde der Königin, 1654 als Kapitänleutnant im Regiment Gustaf Horns und 1656 als Rittmeister im Regiment des Landgrafen Friedrich von Hessen-Homburg.  1659 war er Generaladjutant des Königs Karl X. Gustav. Später war er Oberstleutnant im Dragonerregiment des Obersts Knausdorff und 1669 in der karelischen Kavallerie. Im Rang eines Obersts wurde er 1675 Kommandeur des Wrangelschen Dragonerregiments in Pommern. Er nahm an der Schlacht bei Fehrbellin teil. 1679 war er zunächst Festungskommandant in Anklam und noch im selben Jahr Kommandant der Festung Stettin. 1680 erhielt er das Kommando über ein Infanterieregiment.
1681 wurde er Oberbefehlshaber aller schwedischen Truppen in Pommern. Im selben Jahr tauschte er sein Familiengut Wahnerow in Hinterpommern gegen Damitzow in Vorpommern, wo er von nun an seinen Landsitz hatte. Durch erfolgreiche Bewirtschaftung seiner estnischen, finnischen und pommerschen Güter konnte er ein ansehnliches Vermögen erwerben. In Vorpommern konnte er seinen Besitz um die Güter Neuendorf, Boldevitz, Mönkvitz und Ramitz erweitern.
1686 zum Generalmajor der Kavallerie befördert, wurde er 1688 Vizegouverneur von Schwedisch-Pommern. 1690 wurde er Kommandeur des schwedischen Reichskontingents, das der schwedische König Karl XI. als deutscher Reichsfürst und infolge der Augsburger Allianz während des Pfälzischen Erbfolgekrieges zur Reichsarmee stellte und an den Rhein sandte.
1691 wurde er zusammen mit seinen Brüdern und Neffen in den schwedischen Freiherrenstand erhoben. Im Jahr 1693 wurde er zum Generalleutnant befördert und zum Gouverneur von Wismar ernannt. Am 26. August 1696 wurde Jürgen Mellin in den schwedischen Grafenstand erhoben und Generalgouverneur von Bremen und Verden. Zum königlich-schwedischen Rat ernannt, wurde er am 28. August zum Feldmarschall befördert. Am 4. Juli 1698 wurde er durch den schwedischen König Karl XII. zum Generalgouverneur von Pommern ernannt und als Kanzler der Universität Greifswald eingesetzt. Als Gouverneur förderte er den Handel der vorpommerschen Städte, der bis zur Besetzung Vorpommerns während des Großen Nordischen Krieges einen Aufschwung erlebte. In seiner Eigenschaft als Kanzler der Universität holte er Johann Friedrich Mayer als Professor der Theologie und Prokanzler nach Greifswald und erließ 1702 eine von Mayer entworfene neue Studienordnung.
1711 trat Jürgen Graf von Mellin aus gesundheitlichen Gründen von seinen Ämtern zurück. Nach seinem Tod stifteten die Städte Stralsund und Stettin 6000 Taler, mit denen ein Kupfersarg und eine aufwändige Trauerfeier finanziert wurden.

## Familie
Jürgen Mellin heiratete in erster Ehe 1655 in Reval Anna Magdalena von Löwen (1636–1690). Aus der Ehe entstammten zwei Söhne, die eine Militärlaufbahn in schwedischen Diensten einschlugen. Vom ältesten Sohn Bernd Johann stammt der in Pommern und Estland ansässige gräfliche Ast der Familie ab, außerdem:
- Bernhard Johann (1659–1733) Generalmajor ⚭ Anna Helena Wrangel, ⚭ Gertruda Stryk verwitwete Buddenbrock
- Anna (1661–1716) ⚭ 1682 Rittmeister Claus von Loppenow
- Magdalena (1662–1692) ⚭ 1679 Amtshauptmann Adam Friedrich von Ramin (* 29. August 1650; † 18. Januar 1697) aus dem Haus Stoltzenburg
- Anna Christina (* 1664; † nach 1733) ⚭ 1684  Oberst Bernd Christopfer Wolffradt (1660–1732)
- Göran Friedrich (1666–1719), Oberst ⚭ 1714 Fredrika Helena Lagerström,
- Karl Gustav (1670–1738) Generalmajor ⚭ Beate Dorotea von Rotermund
- Axel Ludwig (* 1676) jung
- Maria Eleonore (* 11. September 1678; † 1757)

In Stettin heiratete er 1691 Eva-Sophia (1644–1707), Witwe des Franz von Horn, Regierungsrat und Schlosshauptmann von Stettin und Tochter des Enno Freiherr von Innhausen und Knyphausen. Durch sie kam er in den Pfandbesitz von Weißenklempenow. Das Paar hatte folgende Kinder:
- Friedrich Johann (1688–1689)
- Margarete Elisabeth (1689–1737) ⚭ 1706 Rittmeister Joachim Karl von Loppenow